# Agaricus albertii
L'Agaricus albertii (Bon.) è un fungo molto pregiato e di buon sapore, come tutti i "prataioli" commestibili.

## Descrizione della specie

### Cappello
Largo fino a 25 cm ma anche oltre, prima campanulato poi emisferico, infine convesso spianato e a volte depresso al centro; piuttosto carnoso e di color bianco, fibrilloso, vira rapidamente al giallo se toccato, si screpola con il tempo secco.

### Lamelle
Piuttosto fitte, libere. Dapprima bianche, poi bianco-rosa e grigiastre, infine brune/cioccolata per via delle spore.

### Gambo
5-10 × 2-4 cm, corto e tozzo, pieno poi quasi cavo, di colore bianco/giallastro.

### Anello
Spesso, membranoso, dentellato, fioccoso.

### Carne
Bianca, si scurisce un po' al taglio.
- Odore: aniseo o mandorlato.
- Sapore: grato, dolce.

### Spore
Color cacao in massa.

Ovali, di grosse dimensioni (10-12 × 6-7 µm).

## Habitat
Campi, prati, talvolta in numerosi esemplari a formare i cosiddetti "cerchi delle streghe".

In tarda estate ed autunno non inoltrato.

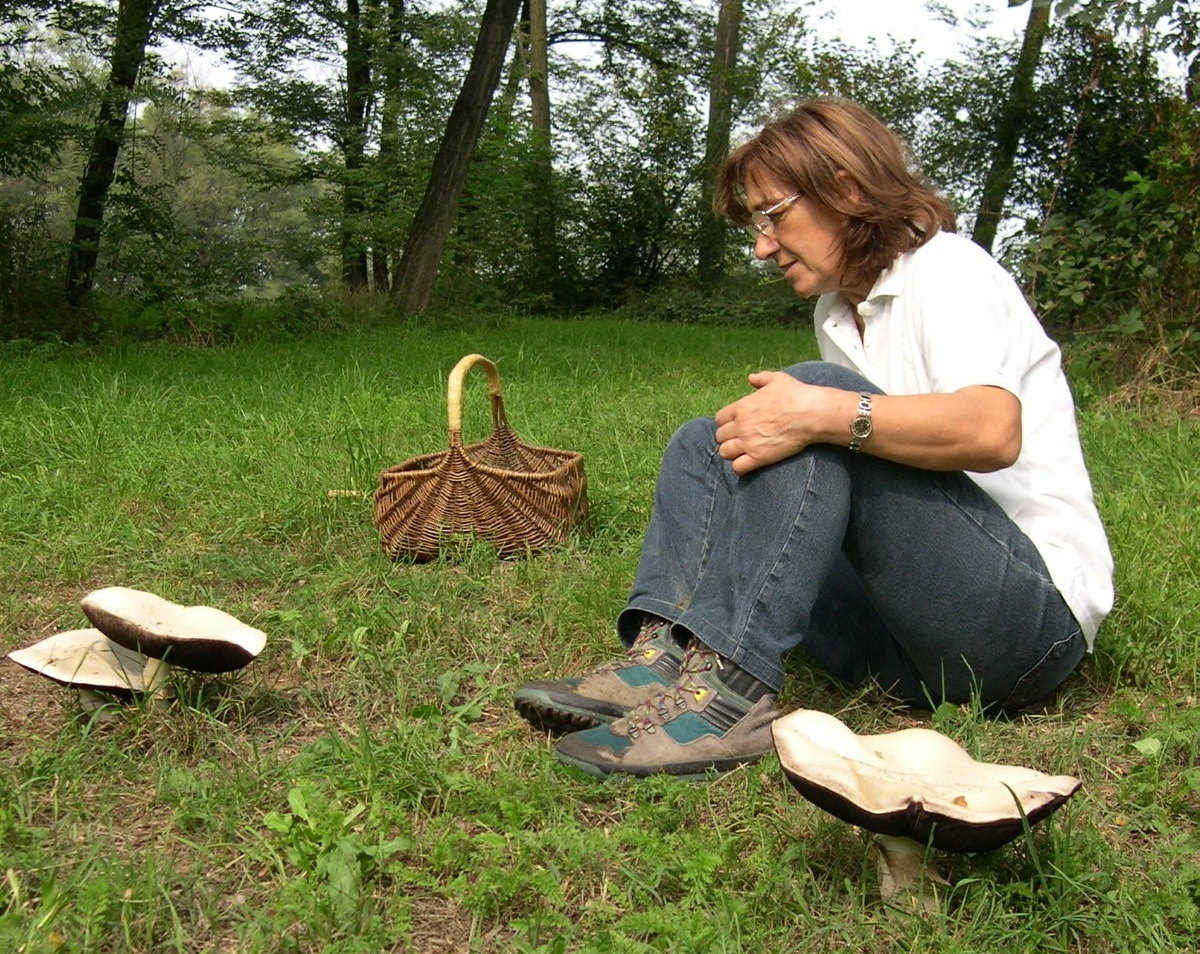
Gruppo di A. albertii

## Commestibilità
Ottima.
Spesso la resa è elevata.

## Specie simili
- Confondibile con Agaricus xanthodermus (velenoso) ed altri Agaricus tossici, da cui si distingue perché non di color giallo alla base del gambo (sezionare) e perché odora di anice e non di inchiostro o di fenolo.
- A volte con Amanita verna, Amanita virosa ed Amanita phalloides var. alba (mortali), che però possiedono la Volva.

## Binomi e sinonimi obsoleti
- Agaricus crocodilinus var. stramineus (Jul. Schäff. & F.H. Møller) Hlaváček, C.C.H. 53(1): 7 (1976)
- Agaricus macrosporus (F.H. Møller & Jul. Schäff.) Pilát, Sb. nár. Mus. Praze 7B(1): 78 (1951)
- Agaricus macrosporus var. stramineus (Jul. Schäff. & F.H. Møller) Bon, Docums Mycol. 15(no. 60): 25 (1985)
- Agaricus schaefferianus Hlaváček, Mykologický Sborník 64(2-3): [facing page 73] (1987)
- Agaricus schaefferianus Hlaváček, Mykologický Sborník 64(4): 115 (1987)
- Agaricus stramineosquamulosus Rauschert, Nova Hedwigia 54(1-2): 215 (1992)
- Agaricus stramineus (Jul. Schäff. & F.H. Møller) Singer, Lilloa 22: 432 (1951)
- Agaricus substramineus Courtec., Docums Mycol. 16(no. 61): 49 (1985)
- Agaricus urinascens (Jul. Schäff. & F.H. Møller) Singer, Lilloa 22: 431 (1951) [1949]
- Agaricus villaticus Brond., (1830) [1828-1830]
- Pratella campestris var. villatica (Brond.) Gillet, Les Hyménomycètes ou description de tous les champignons (fungi) qui croissent en France (Alençon): 562 (1878)
- Pratella villatica (Brond.) Gillet, Champignons de France. Tableaux Analytiques des Hyménomycétes (Alençon): 129 (1884)
- Psalliota arvensis subsp. macrospora F.H. Møller & Jul. Schäff., Annales Mycologici 36(1): 78 (1938)
- Psalliota arvensis var. villatica (Brond.) Cleland & Cheel, (1918)
- Psalliota campestris var. villatica (Brond.) Cheel, (1913)
- Psalliota macrospora (F.H. Møller & Jul. Schäff.) F.H. Møller, Friesia 4: 181 (1951)
- Psalliota straminea Jul. Schäff. & F.H. Møller, Annales Mycologici 36(1): 78 (1938)
- Psalliota urinascens Jul. Schäff. & F.H. Møller, Annales Mycologici 36(1): 79 (1938)